# Mazací tramvaj 5572
Mazací tramvaj (někdy též mazačka) je specificky upravený pracovní vůz evidenční číslo 5572, který od počátku roku 2015 slouží k mazání kolejnic v pražské tramvajové síti. Vůz byl vyroben roku 1965 jako typ T3. Tramvaj následně jezdila s cestujícími, a to až do roku 1990. Pak prošla přestavbou na nákladní vůz, během níž se zkrátila vozová skříň a ve zbylém prostoru vznikla nákladní plocha. Od roku 2004 navíc vůz disponuje sněžným pluhem, aby mohl odklízet sníh na trati na Barrandov v jižních částech Prahy. V průběhu roku 2014 získala tramvaj mazací zařízení, které na kolejnice nanáší vrstvu speciálního mazacího prostředku.

## Historie
Tramvajový vůz typu T3, vyrobený roku 1965 v závodě Tatra Smíchov, se téhož roku stal součástí vozového parku pražského Dopravního podniku. Umístěn byl do vozovny Motol a získal evidenční číslo 6498. Cestující vozil až do roku 1990, kdy byl vyřazen.

### Nákladní tramvaj
Téhož roku (1990) začala v Ústředních dílnách Dopravního podniku jeho přestavba na nákladní motorový vůz, dokončena v následujícím roce (1991). Po úpravě má vůz v přední části uzavřenou kabinu a v zadních partiích ložnou plochu. Podle prvotních plánů měla být tramvaj vybavena navíc ještě výsuvnou jeřábovou dráhou, odsunovací střechou a stahovacími roletovými boky, avšak ani jeden z těchto tří prvků se nakonec nerealizoval. Místo toho se na zadní plošinu instalovala hydraulická ruka HR 3001 vyrobená trnavskou pobočkou Bratislavských automobilových závodů (BAZ). Ta se využívala při manipulaci s těžkými předměty. Aby se zabránilo jejímu dotyku s trolejí, byla ruka vybavena čidlem, jež reagovalo ve chvíli, kdy vzdálenost mezi ním a trolejí klesla pod jeden metr. Pro zajištění vyšší stability navíc vůz dostal boční opěrné nohy. Úpravou prošla i elektrická výzbroj vozu, která nově umožňuje dlouhodobou pomalou jízdu. V souvislosti s tím došlo také k přetypování vozu z T3 na T3M. Přestavená tramvaj úspěšně prošla 21. dubna 1992 schvalovacím řízením a jezdila ve službách Ústředních dílen, kde převážela materiál či repasované agregáty tramvají. O tři roky později (1995) přešel vůz do vozovny Pankrác, kde z něj zdejší zaměstnanci odmontovali hydraulickou ruku, které do té doby propadla nutná povolení. Ruka navíc neměla takového využití, jak se původně, při její instalaci, předpokládalo. I v pankrácké vozovně sloužila tramvaj stejným způsobem jako předtím v dílnách, ale předměty se na její plochu již musely nakládat ručně.
Roku 1992 začala přestavba dalšího tramvajového vozu původně evidenční číslo 6436 na nákladní vůz číslo 5573, který měl být vybaven dieselagregátem, jenž by umožňoval jízdu i v těch úsecích, kde bylo během rekonstrukčních prací na trati vypnuto elektrické napájení troleje. Ovšem vzhledem k finanční náročnosti těchto úprav a také s ohledem na očekávané administrativní obtíže při schvalování vozu do provozu, došlo k zastavení jeho přestavby, a to navzdory tomu, že o upravenou tramvaj měli zájem představitelé města Alexandrie v Egyptě. Tento přebudovávaný vůz byl následně během roku 1996 sešrotován.

### Úklid sněhu

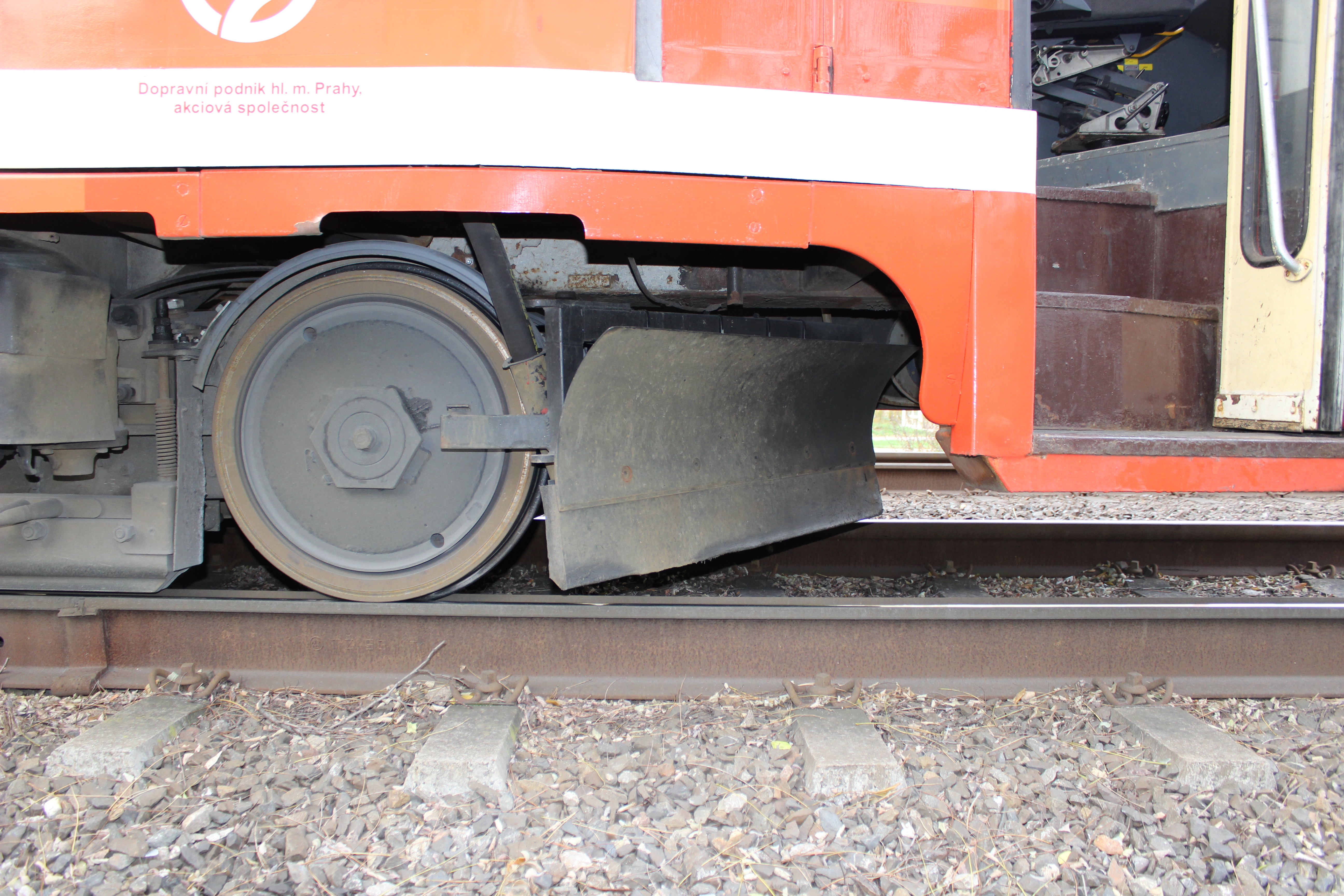
Sněžný pluh je osazený před prvním dvojkolím

Koncem listopadu 2003 začal provoz na tramvajové trati z Hlubočep na Barrandov. Na ní se ve směru na Barrandov vyskytuje táhlé stoupání. Vzhledem k tomu, že úklid sněhu tramvajovým pluhem nebylo na této trati možné zajistit žádným z vozů, které měly tehdy pluh nainstalován, protože způsob brzdění těchto tramvají nedovoloval dlouhodobou pomalou jízdu nutnou při odklízení sněhu v klesání ve směru z Barrandova do Hlubočep, nainstaloval se v roce 2004 na vůz číslo 5572 sněžný pluh a tramvaj tak odklízela sníh na barrandovské trati. Během roku se ale i nadále využívala pro převoz materiálu a k tahání jiných vozů.

### Mazání kolejnic

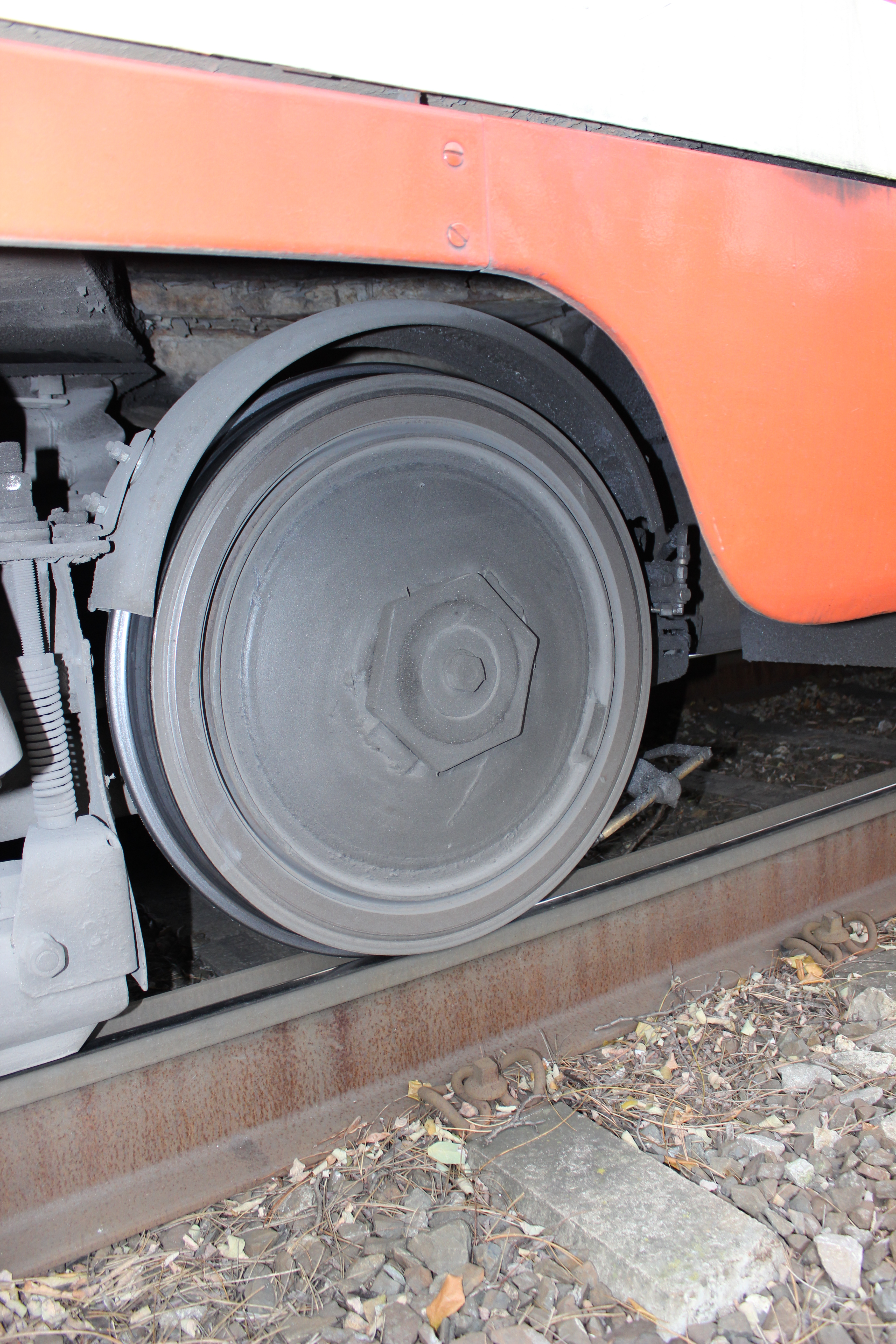
Detail mazacích trysek

Ve snaze o snížení skřípání tramvají projíždějících traťovými oblouky, z nichž nejintenzivnější zvuk vydávají tramvaje typu 15T, bylo během března roku 2014 v pankrácké vozovně představeno mazivo, které se aplikuje na temena kolejnic. Předvedená směs se dá ale použít i na okolky a částí kolejnic, jichž se okolky při jízdě obloukem dotýkají. Pro zkušební aplikaci v provozu byla zvolena tramvaj evidenční číslo 5572, do jejíchž vnitřních prostor se dalo potřebné zařízení umístit. Přestavbu vozu provedla společnost Sklenář, jež na úkolu spolupracovala s firmou Igralub AG ze Švýcarska. Při instalaci se využily zkušenosti s obdobným zařízením používaným místním dopravním podnikem (GVB) v německém městě Gera ve spolkové zemi Durynsko. Montáž se uskutečnila během srpna 2014 a následně probíhaly testy zařízení spolu s úpravami elektroinstalace příslušející k mazací technologii. Náklady Dopravního podniku před zahájením provozu tramvaje činily 30 000 Kč a představovaly investice do úpravy vozu a vlastní instalaci zařízení. Po dobu jeho zkušebního provozu hradil podnik pouze aplikovanou směs, jež si vyžádala 50 000 Kč za měsíc. Cena vlastního mazacího zařízení je 250 000 Kč.
Během ledna roku 2015 schválil vůz Drážní úřad a od 2. února téhož roku jezdí již pravidelně dle jízdního řádu, a to denně přibližně mezi čtvrtou hodinou ranní a jednou hodinou po půlnoci následujícího dne. Navíc každý čtvrtek lichého týdne absolvuje tramvaj kontrolu v pankrácké vozovně. V ní také tráví každou noc, během níž probíhá denní ošetření a doplnění na koleje nanášené mazací směsi. Ta se distribuuje pod obchodním názvem „HeadLub 90“. Lze ji aplikovat při teplotách pohybujících se v rozmezí od -30 do +100 °C a vliv na nanášení nemají ani dešťové či sněhové srážky. Mazací vůz denně ujede trasu dlouhou 200 až 250 kilometrů, což činí asi 6 000 kilometrů za měsíc. Během tohoto období spotřebuje asi 50 kilogramů mazací směsi, to jest přibližně 2 kilogramy denně. Z celkové najeté vzdálenosti maže tramvaj asi na 15 % trasy. Výsledky mazání dokumentuje například měření v oblouku v ulicích Na Veselí a Soudní u věznice Pankrác, kde před mazáním během ledna způsobil průjezd tramvaje typu 15T hluk o intenzitě 86 dB, ale po průjezdu mazací tramvaje a pak – s odstupem několika hodin – následném projetí místa tramvají 15T poklesla intenzita na 61 dB. Protože se tak zařízení Dopravnímu podniku osvědčilo, odkoupil jej 25. července 2015 za 290 000 Kč do svého vlastnictví.

### Vánoční výzdoba

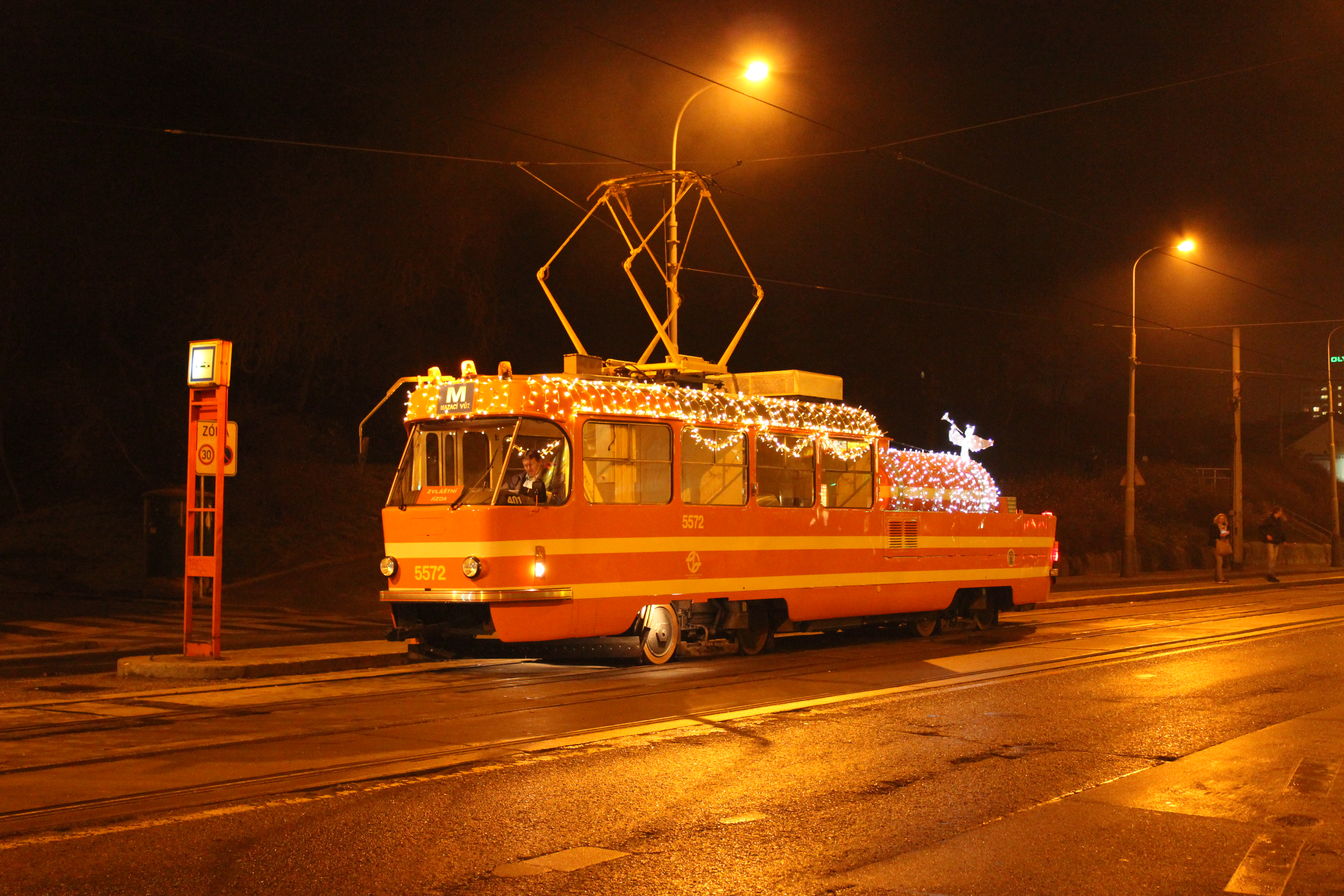
Výzdoba mazací tramvaje na přelomu let 2016/2017

Na přelomu roků je vůz pravidelně zdoben osvětlením s vánoční tematikou. Například na přelomu let 2015 a 2016 vozila tramvaj na své ploše vánoční stromeček, který si mohli zájemci prostřednictvím specifické webové stránky nebo zvláštní mobilní aplikace sami rozsvěcet. O rok později mazací vůz ozdobilo 2320 světel spolu s andělem s trumpetou. Zvláštní osvětlení získala tramvaj i během let, kdy byl svět postižen pandemií covid-19, tedy jak na přelomu roků 2019/2020, tak rovněž 2020/2021, kdy vůz ozdobilo 3840 světel a na jeho karoserii přibyly zimní motivy.

### Red Bull Showrun

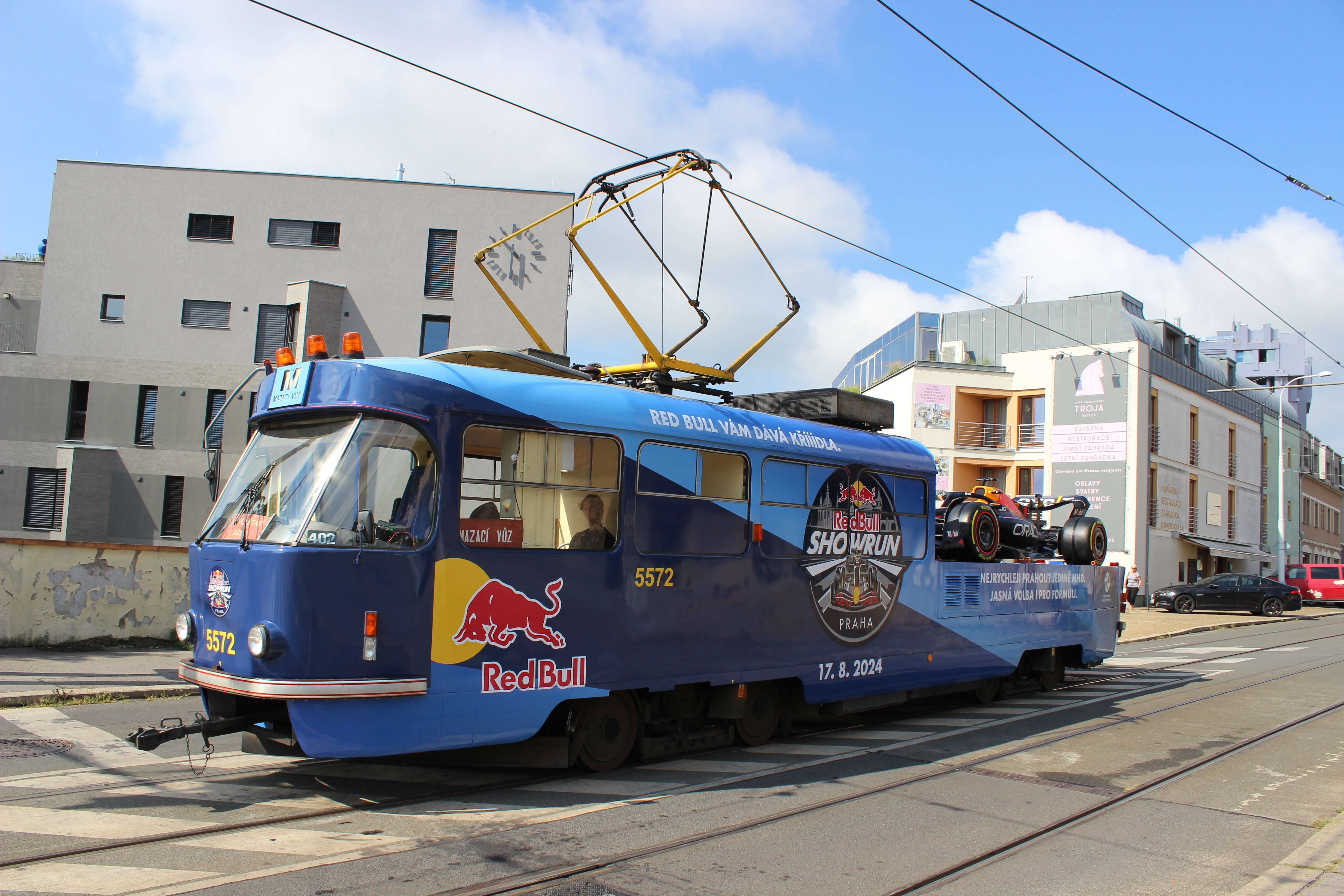
Mazačka vozící monopost formule (2024)

V polovině srpna roku 2024 se na pražském Rohanském nábřeží uskutečnila akce nazvaná Red Bull Showrun, Její součástí se stala prezentace monopostu formule 1 označeného RB7, se kterým piloti stáje Red Bull Racing závodili ve velkých cenách v roce 2011. V pracovním týdnu bezprostředně předcházejícím prezentaci závodního vozu jezdila po Praze tramvaj evidenční číslo 5572 v polepu s převažující modrou barvou, jež na své plošině místo obvyklé nádrže s vodou vozila monopost RB18, s nímž stáj závodila v roce 2022.

## Popis vozu

### Původní podoba
Při dodání v roce 1965 byl tramvajový vůz typu T3. Jejich podobu navrhl český designer František Kardaus. Spodní část tramvaje tvořil vylehčený svařenec z ocelových profilů a plechů. Vlastní vozová skříň sestává ze sloupků, které jsou navíc v jejich spodní části zesíleny podélnými vzpěrami. Obložení této konstrukce je provedeno ocelovými plechy, pouze na obou čelech je na kostru nalepena skořepina vytvořená ze sklolaminátu. Podlahu vozu tvoří zpevněná vlhkovzdorná překližka, na níž je ještě nalepen rýhovaný gumový koberec mající neklouzavý povrch. Boční skleněná okna tramvaje jsou osazena v pryžových profilech, přičemž horní části oken na obou bocích vozu jsou posuvné. Stěny v salónu tramvaje pokrývá v dolní části pod okny umakartová vrstva. Nad ní jsou chráněny nátěrem. Do vozu se vstupovalo třemi skládacími čtyřdílnými dveřmi, jejichž šířka dosahovala 1 343 milimetrů.
Ve střeše vozu se nacházejí tři střešní klapky. Vedle nich bylo možné větrat též otevřením posuvných částí oken. V kabině řidiče zajišťují větrání štěrbiny nacházející se nad čelním sklem. Naopak topení je řešeno elektrickými topnicemi instalovanými do stojanů sedadel. Řidičovo místo je vytápěno vlastním agregátem umístěným pod tramvají.
Délka vozu přes spřáhla činí 15 200 milimetrů, přičemž vlastní vozová skříň má délku 14 000 milimetrů. Její šířka dosahuje 2 500 milimetrů a výška střechy nad kolejnicemi je 3 050 milimetrů. Uvnitř vozu se nacházelo 25 míst k sezení a 75 ke stání. Tramvaj pohánějí čtyři trakční motory TE 022, každý o výkonu 44 kW, jež vyrobil podnik ČKD Praha.

### Devadesátá léta 20.století
Během přestavby provedené na počátku devadesátých let 20. století došlo k zesílení spodní části rámu vozu, aby se zachovala jeho mechanická pevnost. Úpravou prošla i vozová skříň, která byla za předním sloupkem středních dveří přeříznuta. V přední části tato skříň zůstala a naopak ze zadní části byla odstraněna, a to až do výše dolního okraje jejích oken. Uzavřený prostor v čelní části rozdělila jedna kovová příčná stěna osazená kolmo na směr jízdy na dva oddíly. Do přední části vedou zvenku skládací dvoukřídlé boční dveře. Další jednokřídlové dveře jsou osazeny v kovové příčce oddělující jednotlivé oddíly uzavřené části vozu. V čelním prostoru se nachází stanoviště řidiče, který si může službu během letních měsíců zpříjemňovat ventilátorem nebo sluneční clonou, která ho ochrání při jízdě proti slunci. Vedle místa řidiče jsou zde ještě sedadla pro šest pracovníků.
Druhý oddíl kryté části vozu přístupný z přední části dveřmi v příčce má plochu 6,5 m² a využívá se jako nákladní prostor pro transport materiálů, jež je třeba chránit před povětrnostními vlivy. Vedle zmíněných dveří z čelní části vozu sem vedou ještě další dvoje dveře. První, dvoukřídlé, umožňují přístup na zadní ložnou nákladní plošinu a druhé, dvoukřídlé manipulační, se nacházejí na pravém boku vozu a slouží pro nakládání drobného materiálu.

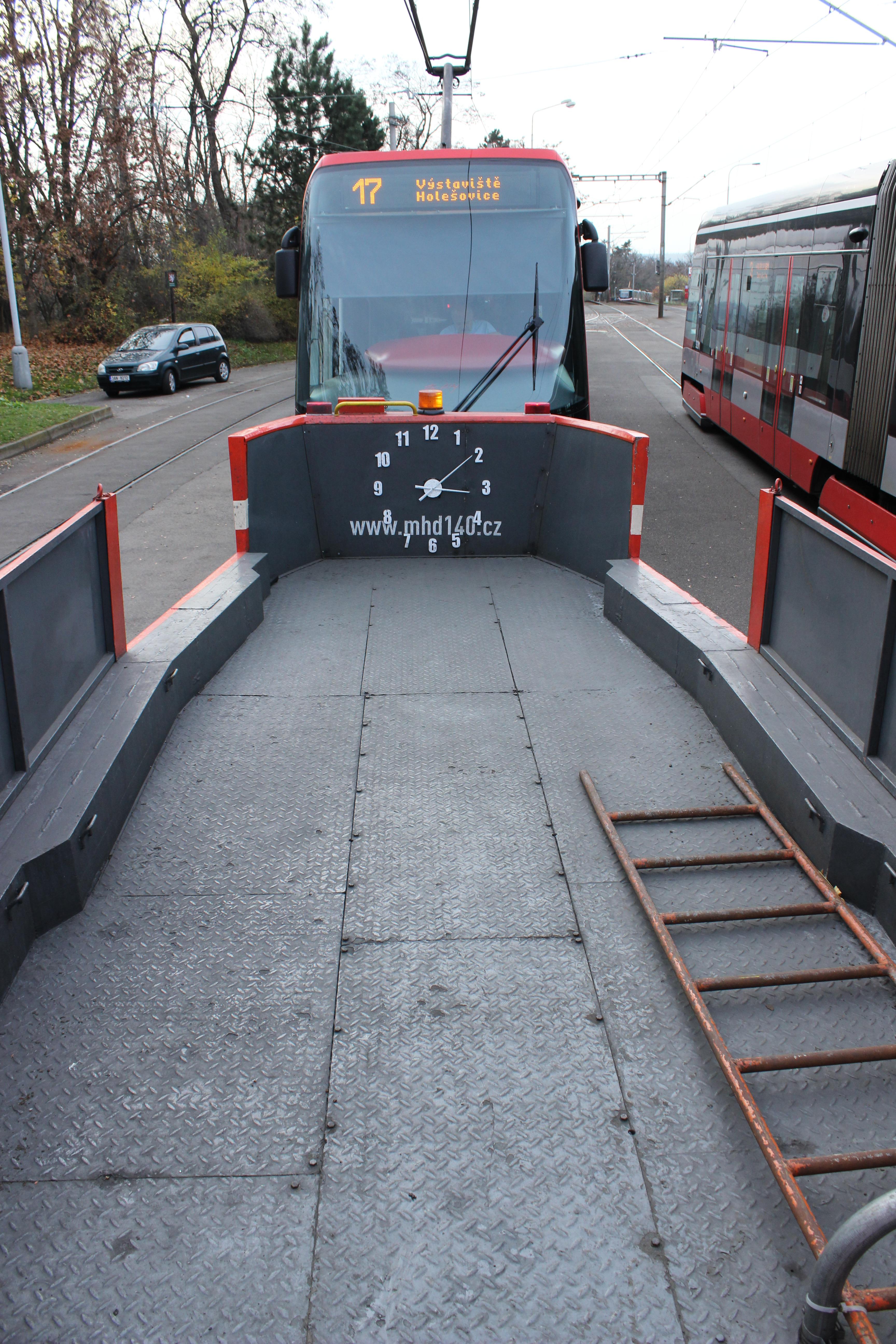
Ložná plocha (stav k roku 2015)

Zadní část tramvajového vozu je otevřená. Její podlaha o ploše 13 m² je pokryta ocelovými plechy. Bočnice se dají sklopit. V zadní části také zůstaly z původní tramvaje spodní laminátové prvky a též zadní pomocné stanoviště. Na plošině bývala umístěna hydraulická ruka o maximální nosnosti 3000 kilogramů, která svým dosahem obsloužila celou ložnou plochu. Tu navíc osvětlovaly dva reflektory umístěné na vozové skříni.
Vpředu, uprostřed čelní části vozu, se na střeše nacházel oranžový majáček. Další byl umístěn vzadu na horní ploše zadního laminátového čela. Na střeše vozu se též nachází skříň s brzdovými odpory osazená zde při výměně tradiční elektrovýzbroje za tyristorovou TV1.

### Úpravy vroce 2004

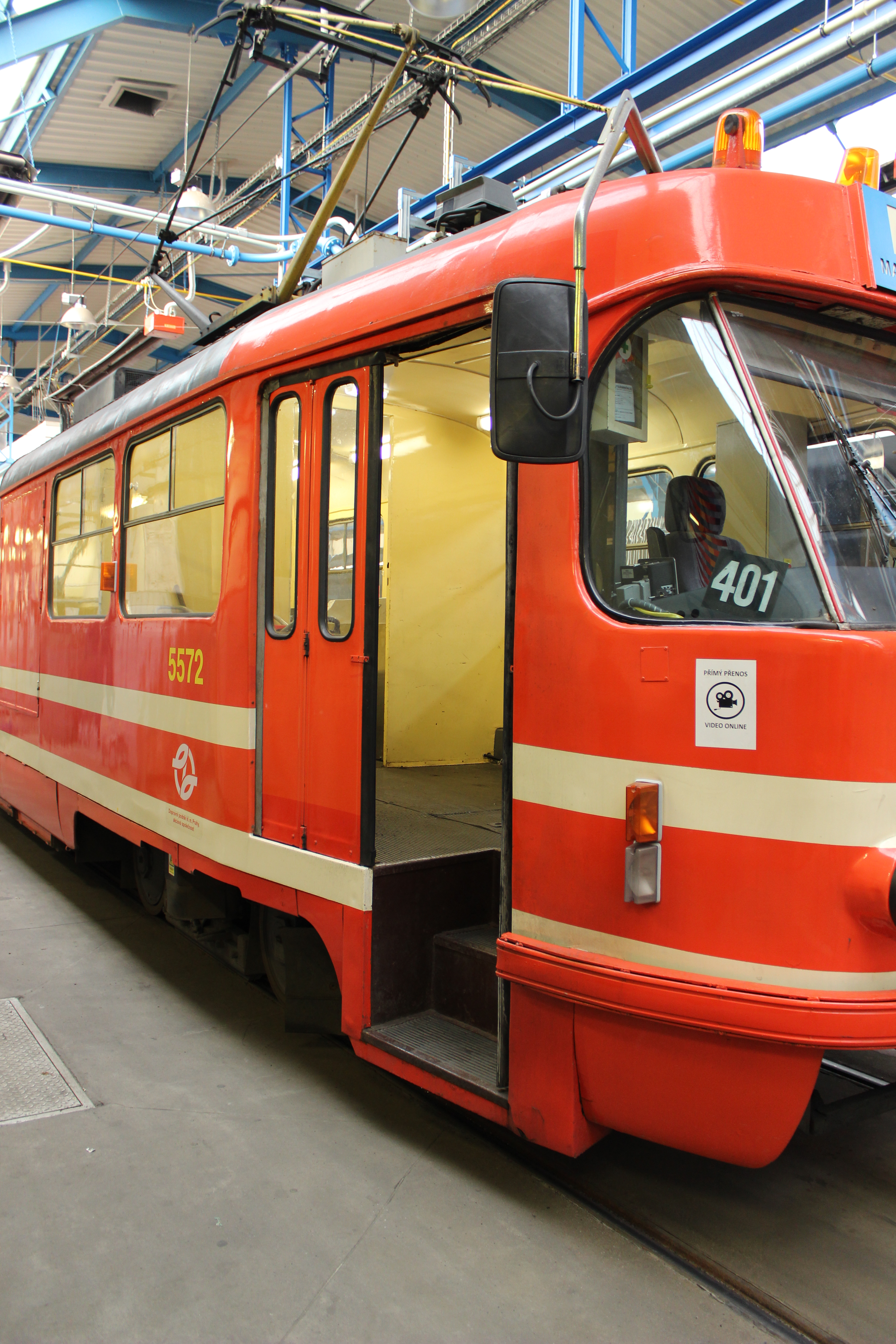
Pohled na upravené dveře vozu

Při úpravách provedených v roce 2004, kdy byl na tramvaj osazen šípový sněžný pluh, aby mohla odklízet sníh na barrandovské tramvajové trati, muselo při umísťování pluhu dojít ke zkrácení levého křídla předních dveří. Upravená část dveří navíc není funkční.

### Mazací tramvaj
V létě 2014 bylo na tramvaj instalováno mazací zařízení. Na druhý podvozek, konkrétně ke kolům třetího dvojkolí, je dovedeno šest trysek, a to ke každému kolu tři. Z této trojice vždy jedna aplikuje směs na hlavu kolejnice, druhá na vnitřní stranu okolku a poslední zásobuje vnější stranu okolku. Další úpravy proběhly v zadní uzavřené části vozu, kde přibyl kompresor se zásobníkem vzduchu a dále baterie z tramvaje 14T, jež přes invertor tento kompresor napájí. Nachází se zde také zásobník maziva doplněný dvěma čerpadly, z nichž jedno je určeno pro dopravení maziva k tryskám na temena kolejnic, a druhé transportuje směs pro okolky. U řidiče je navíc instalována řídicí jednotka, která umožňuje ovládání mazacího systému pomocí dvou tlačítek. Stisk jednoho zajišťuje aplikaci jednoho postřiku po dobu šesti sekund, stisk druhého na dané místo nanese dvakrát za sebou mazací směs po dobu dvou šestisekundových vstřiků, mezi nimiž je pauza o délce tří sekund. Typ aplikace, její místo (buď okolky, nebo temeno kolejnice, popřípadě obojí) a počet opakování (jednou až čtyřikrát) vybírá řidič tramvaje na ovládacím panelu. Po stisku tlačítka se otevřou elektromagnetické ventily, což umožní přísun vzduchu ze vzdušníku jak k čerpadlům, tak do směšovačů, v nichž se vytváří směs vzduchu a maziva. Protože je do spojovacích hadic směs vehnána vždy jen na několik sekund, eliminuje se riziko jejich ucpání.

### Doplnění cisterny
Ke konci roku 2016 přibyla na ložnou plochu tramvaje nádrž na vodu, aby mohla zkrápět zatravněné tratě. Nádoba je vyrobena z plastu a vejde se do ní pět tisíc litrů kapaliny. Na délku nádrž měří 3,7 metru, na šířku 1,4 metru a její výška dosahuje půl druhého metru. Aby kapalina neohrožovala stabilitu tramvaje, jsou uvnitř cisterny osazeny vlnolamy. Za druhým podvozkem vozidla navíc přibyla kropicí lišta o délce 2,4 metru. Současně s přidáním nádrže na vodu prošel vůz rekonstrukcí, při níž byla zesílena karoserie, na plošinu přibyly nerezové plechy, upravil se prostor předního vstupu do tramvaje a obnovily se rovněž součásti elektrické výzbroje tramvaje.

### Přidání prachového čidla
Během jara 2017 získala mazací tramvaj senzor kontrolující výskyt prachových částí v ovzduší spolu se snímáním okolní teploty. Čidla na vůz osadil pražský Dopravní podnik ve spolupráci s projektem Kanarci.cz. Umožňují sledovat koncentrace polétavého prachu, tedy částic o průměru menším než 2,5 mikrometru, které lehce pronikají do plic, kde zapříčiňují vznik onemocnění jak dýchacích cest, tak rovněž kardiovaskulárního systému.

## Ohlas mezi fanoušky
Mazací tramvaj, někdy nazývaná také Mazačka, se postupem roku 2015 stala fenoménem, na nějž reagovali i běžní lidé, nejen příznivci městské dopravy a jejích prostředků. Během léta založila na sociální síti Facebook její uživatelka Eva Holická skupinu, jež sdružuje příznivce této tramvaje. Na začátku listopadu 2015 čítalo toto uskupení téměř osm tisíc příznivců. Jeho členové se jednak vzájemně informují, kudy pracovní vůz v minulosti jel, ale také přidávají fotografie (či selfie) tramvaje. Zakladatelka skupiny během letních prázdnin plánovala připravit kolekci věcí, na kterých by se objevil kreslený motiv tohoto vozu.
Počátkem září 2015 vydala pelhřimovská skupina 2MS tvořená Jakubem Markem a Hanou Minářů píseň pojmenovanou „Mazací“. V ní opěvují činnost mazací tramvaje a v textu zmiňují také jejího řidiče Aleše Fořta. A v polovině tohoto měsíce zas společnost Mafra připravila na své internetové televizi Playtvak.cz přímý přenos z jízdy mazací tramvaje. Na vůz proto před tím osadila kameru umožňující natáčení v HD formátu i během nočních hodin. Její záznam je pak následně přenášen do internetového vysílání. Ten ke konci října 2015 zhlédlo více než 250 tisíc diváků.